# Терстон, Джон Бейтс
Джон Бейтс Терстон (англ. John Bates Thurston; 31 января 1836, Лондон — 7 февраля 1897 или 1897[…], Сува) — британский колониальный администратор.

## Биография

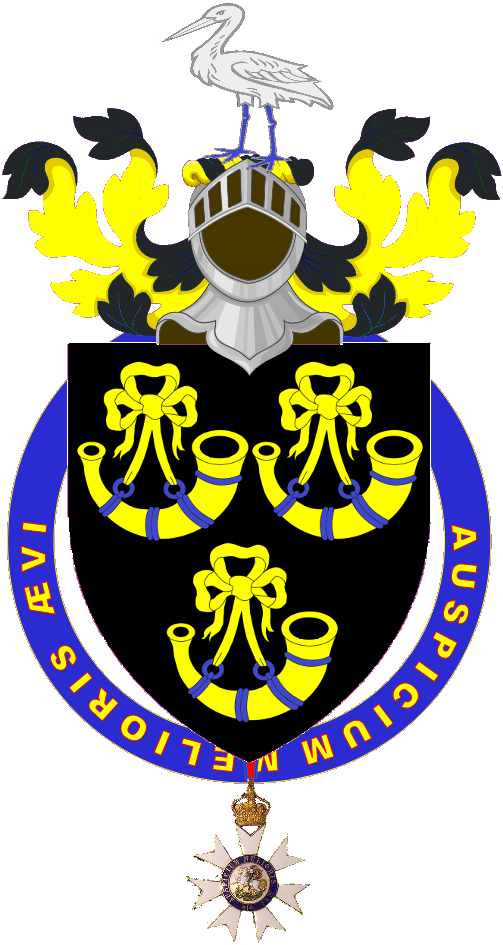
Герб Джона Терстона.

Родился 31 января 1836 года в Лондоне (Англия), где получил начальное образование, а затем в 1850 году начал карьеру военного моряка. В 1855 году стал офицером, но вскоре после этого заболел холерой и был направлен в Австралию для выздоровления. Там вместе с другом стал овцеводом, но в 1862 году ферма была разрушена наводнением. В 1864 году присоединился к ботанической экспедиции на острова Южного моря и потерпел крушение у берегов Самоа, где в итоге провёл восемнадцать месяцев, прежде чем его спасли и доставили на Фиджи. Вскоре после прибытия на Фиджи поступил на службу в британское консульство. В 1869 году стал исполняющим обязанности консула Фиджи и Тонги.
В июне 1871 года, работая почётным консулом Великобритании, заключил «брак по расчету» между рату Мбау Такомбау и британскими поселенцами. Убедил фиджийских вождей отказаться от независимости своих вотчин и принять конституционную монархию с Такомбау в качестве провозглашенного короля, но с реальной властью в руках кабинета и законодательного органа, в котором доминируют поселенцы. Реализация плана не имела особого успеха. В течение нескольких месяцев перерасход средств правительством привел к накоплению долга, что привело к экономическим и социальным волнениям.
В 1872 году Джон Терстон по просьбе Такомбау обратился к британскому правительству с предложением уступить острова Великобритании, хотя предыдущее предложение почти два десятилетия назад было отклонено. Но в этот раз британцы были склонны присоединить Фиджи. Убийство епископа Джона Паттесона из меланезийской миссии в Нукапу на островах Риф вызвало общественное возмущение, которое усугубилось убийством более 150 фиджийцев, устроенным членами экипажа на борту брига «Карл».
Два британских комиссара были отправлены на Фиджи для исследования возможности присоединения. В итоге Джон Терстон исполнял обязанности премьер-министра с 23 марта по 10 октября 1874 года, а Такомбау официально уступил архипелаг Великобритании. Затем он служил министром по делам колоний. В этой должности убедил Колониальную компанию по переработке сахара расширить свою деятельность на Фиджи, предоставив ей 2000 акров (8,1 км²) земли для создания плантаций. В 1879 году стал секретарём Верховного комиссара. В феврале 1888 года стал губернатором Фиджи и занимал эту должность до своей смерти 7 февраля 1897 года.

## Ботанический вклад
Стоял за созданием ботанического сада Сувы, позже переименованного в сады Терстона. Пальма Терстона (Pritchardia thurstonii) названа в его честь.

## Личная жизнь

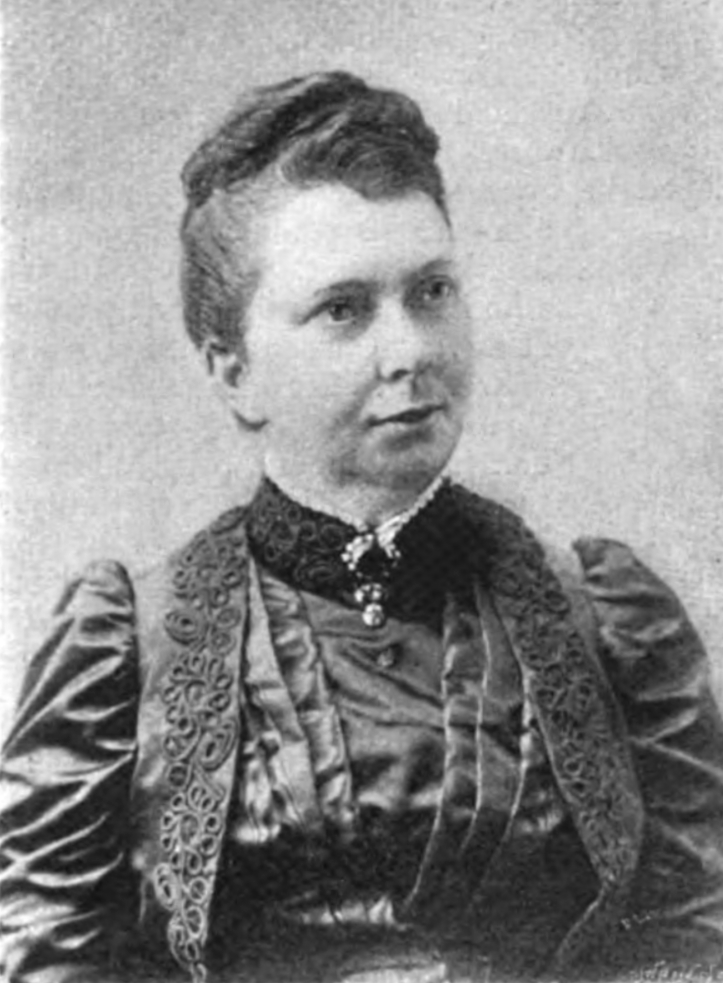
Амелия Терстон

В 1866 года женился на француженке, мадам Мари де Лавалатт (умерла 14 декабря 1881 года). Второй раз женился 14 января 1883 года на Амелии, дочери Джона Берри из Олбери, Новый Южный Уэльс, в браке было три сына и две дочери. Британское правительство предоставило Амелии Терстон пенсию за заслуги её мужа, а правительство Фиджи предоставило пособие в размере 50 фунтов стерлингов каждому из пяти детей в период несовершеннолетия.
В 1895 году здоровье Джона Терстона пошатнулось и он поехал в Англию в отпуск. Вернувшись на свою должность в 1896 году, он погиб в море на пароходе «Баррамбит» 7 февраля 1897 года, между Сиднеем и Мельбурном. Похоронен на кладбище Мельбурна, а уход за его могилой оплачивается правительством Фиджи. Являлся кавалером Ордена Святого Михаила и Святого Георгия с 1880 года, был членом Линнеевского и Географического обществ.